# Mickaël Tacalfred
Mickaël Tacalfred (Colombes, 23 aprile 1981) è un calciatore francese, difensore del Cormontreuil.

## Caratteristiche tecniche
Gioca come difensore centrale, ma all'occorrenza può anche giocare come terzino destro.

## Carriera

### Club
Nel 1998 fece parte per la prima volta di una squadra a livello professionistico, il Red Star 93, che militava in Ligue 2. Il club arrivato penultimo, al termine della stagione, venne retrocesso nel Championnat National. Nel 2001 Tacalfred passò al Martigues, in Ligue 2, e poi al Rouen nel 2002. Nel 2003 giocò per l'Angers, con il quale riuscì anche a segnare le prime reti in carriera (2 nel campionato 2003-2004). Nel 2004 si trasferì al Digione, rimanendovi fino al 2008 e superando la soglia delle 100 presenze con il club in Ligue 2. Dal 2008 al 2016 ha giocato con lo Stade de Reims e dal 2016 al 2019 con l'Auxerre. Attualmente è in forza al Béziers.

### Nazionale
Con la Guadalupa ha giocato 15 partite, partecipando alla CONCACAF Gold Cup 2007, competizione nella quale la selezione del Dipartimento d'Oltremare francese si classificò al terzo posto ex aequo con il Canada dopo aver perso per 1-0 contro il Messico in semifinale.